# Санремо Оупън
Санремо Оупън (на италиански: Sanremo Open) е професионален турнир по тенис, провеждан в Санремо, Италия.

## История
Санремо Оупън е професионален турнир по тенис за мъже, част е от Световни серии на ATP тур през 1990 г. Играе се на открити клей кортове.

## Финали
| Година | Шампион     | Финалист     | Резултат     |
| ------ | ----------- | ------------ | ------------ |
| 1990   | Жорди Арезе | Хуан Агилера | 6 – 2, 6 – 2 |